# Gmina Brójce
Brójce (deutsch Brojce, 1943–1945 Brätz) ist ein Dorf und Sitz der gleichnamigen Gemeinde im Powiat Łódz Ost der Woiwodschaft Łódź in Polen.

## Gemeinde
Zur Landgemeinde Brójce gehören 14 Ortsteile mit einem Schulzenamt:
| Brójce (1943–1945 Brätz) Bukowiec (1943–1945 Königsbach) Giemzów Karpin Kotliny | Kurowice (1943–1945 Hähnen) Kurowice Kościelne Leśne Odpadki Pałczew (1943–1945 Palsen) Przypusta | Wandalin Wardzyn (1943–1945 Wardern) Wola Rakowa (1943–1945 Freirecken) Wygoda |

Weitere Ortschaften der Gemeinde sind Budy Wandalińskie, Giemzówek, Posada und Stefanów.